# Vincenzo Sinatra

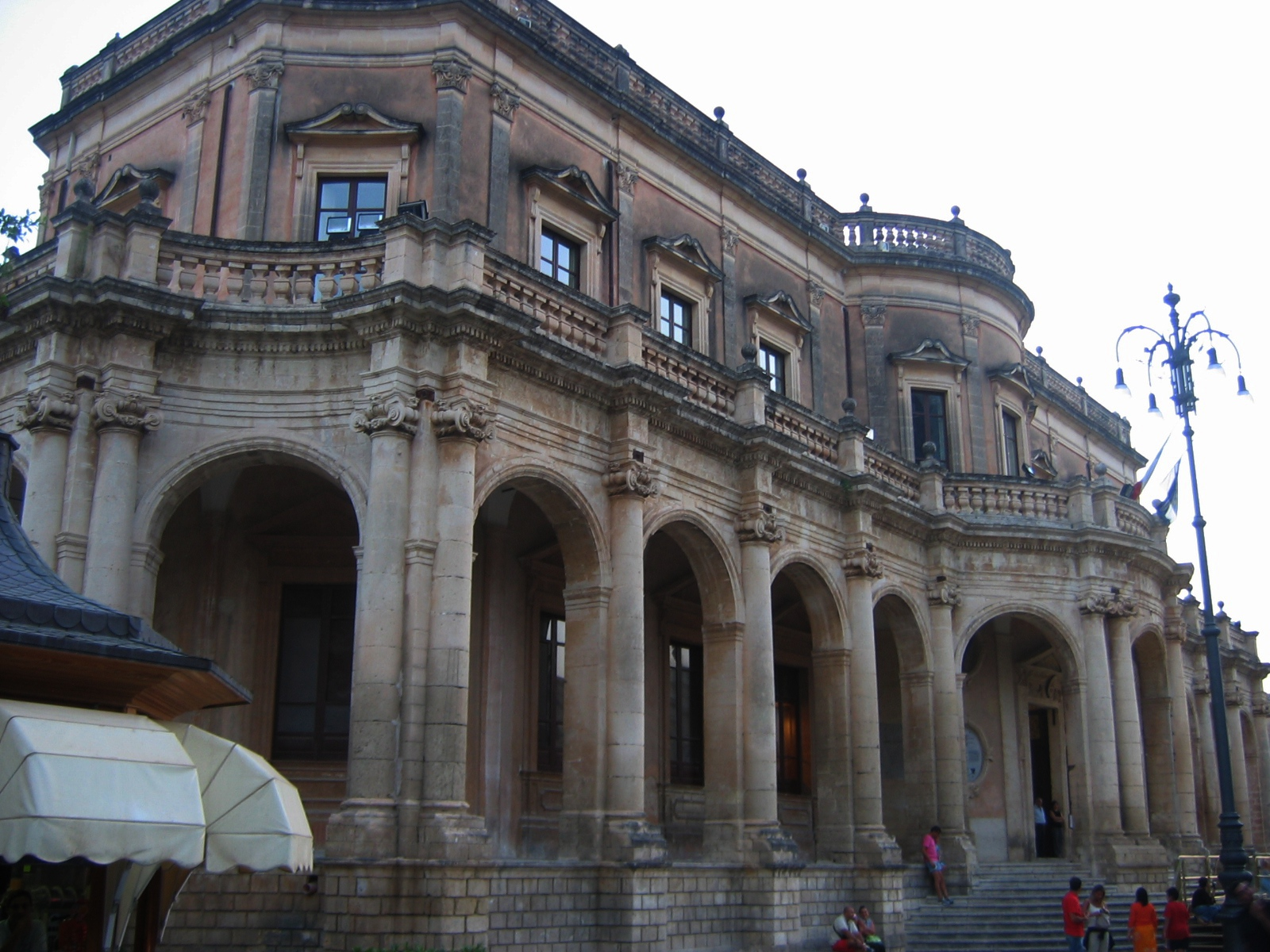
Le Palazzo Ducezio de Noto, par Vincenzo Sinatra.

Vincenzo Sinatra (Noto, 1707 – Noto, 1765) est un architecte sicilien du XVIIIe siècle, originaire de Noto.

## Biographie
Vincenzo Sinatra fut l’élève de Rosario Gagliardi. Il a successivement contribué au mouvement du baroque sicilien puis, la mode ayant changé, au style néoclassique.
À la suite du tremblement de terre de 1693, la ville de Noto, comme d'autres dans la région, fut entièrement reconstruite sur un nouveau site, et l’on doit à Sinatra un grand nombre des bâtiments de la nouvelle cité. Parmi eux, on compte l’église Monte Vergine, l’église San Giovanni Battista et la basilique Santa Maria Maggiore à Ispica. L’une de ses réalisations les plus remarquables est le Palazzo Ducezio (aujourd’hui transformé en mairie), entamé en 1746.